# Брен (Оаза)
Брен (фр. Braisnes) насеље је и општина у североисточној Француској у региону Пикардија, у департману Оаза која припада префектури Компјењ.
По подацима из 2011. године у општини је живело 166 становника, а густина насељености је износила 63,85 становника/km². Општина се простире на површини од 2,6 km². Налази се на средњој надморској висини од 50 метара (максималној 92 m, а минималној 42 m).

## Демографија
| 1962. | 1968. | 1975. | 1982. | 1990. | 1999. | 2011. |
| ----- | ----- | ----- | ----- | ----- | ----- | ----- |
| 99    | 106   | 101   | 110   | 159   | 179   | 166   |

График промене броја становника у току последњих година